# Guiscriff
Guiscriff är en kommun i departementet Morbihan i regionen Bretagne i nordvästra Frankrike. Kommunen ligger i kantonen Le Faouët som tillhör arrondissementet Pontivy. År 2022 hade Guiscriff 2 053 invånare.

## Befolkningsutveckling
Antalet invånare i kommunen Guiscriff
| Referens: INSEE |